# Lathyrus
Lathyrus L., 1753 è un genere di piante spermatofite dicotiledoni appartenenti alla famiglia delle Fabacee (o Leguminose), dall'aspetto di piccole erbacee annuali o perenni dal tipico fiore papilionaceo.

## Etimologia
Si dice che il creatore della denominazione del genere sia il botanico francese Joseph Pitton de Tournefort (1656 – 1708). Sembra che, pensando alle presunte proprietà afrodisiache di alcune piante del genere, abbia accostato due termini: la particella intensiva la e il verbo greco thero (= io riscaldo) e abbia quindi creato il nome del genere lathyrus. In realtà tale nome era conosciuto già nei tempi antichi: Teofrasto lo aveva usato per alcune non meglio identificate leguminose.

Le specie di Lathyrus presenti in Italia sono molto numerose e conosciute da lungo tempo, così si sono formati, nel volgare, diversi nomi per queste piante. Ad esempio Lathyrus apacha viene chiamata “cicerchia bastarda”, “majorella”, “fior-galletto”, “afaga”, “mullagera” o “vetriolo”; mentre Lathyrus palustris viene chiamata “cicerchia palustre” o “pisello delle paludi”. 

In Francia il nome comune per questo genere è Gesse; mentre i tedeschi le chiamano Platterbse e gli inglesi Sweet Pea (Pisello dolce).

## Descrizione
Il portamento di queste piante può essere rampicante o di tipo erbaceo; a ciclo biologico annuale o perenne. Questo genere, essendo molto vasto, non ha una forma biologica prevalente : possiamo trovare sia geofite (G), sia emicriptofite (H) che terofite (T).

### Radici
Le radici possono essere a tubero o secondarie da rizoma.

### Fusto
I fusti sono normalmente erbacei e di consistenza gracile; ma in alcuni casi possono essere alati o a sezione piatta; spesso è presente un rizoma sotterraneo.

### Foglie
Le foglie sono quasi sempre pennato-composte con segmenti poco numerosi e grandi; mentre il rachide fogliare facilmente termina in un cirro apicale (semplice o a volte ramificato). I lobi fogliari sono da ovali a lanceolati a lineari, a volte con l'apice astato. Facilmente alla base del picciolo sono presenti delle copie di stipole (anche di cospicue dimensioni) che spesso sono semisagittate.

### Infiorescenza
Normalmente l'infiorescenza  è un racemo più o meno lasso su lunghi peduncoli. A volte i fiori sono penduli. Il colore varia da rosso vinoso, roseo, porpora, violetto, blu, bianchi e gialli. 

### Fiori
I fiori sono ermafroditi, pentameri (calice e corolla a 5 parti) e zigomorfi.
- Formula fiorale:

K (5), C 5, A (5+5), G 1 oppure K (5), C 5, A (9)+1, G 1
- Calice: il calice è a tubo campanulato e obliquo con 5 denti; i denti possono essere di lunghezza diversa.
- Corolla: la corolla è composta da 5 petali (corolla papilionata); quello superiore (che normalmente ha funzioni vessillifere) è spatolato, allargato a forma obovata o rotondata, eretto e ripiegato in alto (l'unghia è breve); i due petali intermedi (le ali) di forma valvato - obovata  o oblunga e i due inferiori sono concresciuti a forma di carena ottusa (questa racchiude l'androceo e il gineceo).
- Androceo: gli stami sono 10 e possono essere monadelfi (riuniti tutti alla base in un unico fascetto fino ad un medesimo livello); oppure diadelfi (9 concresciuti e uno libero).
- Gineceo: l'ovario è supero e uniloculare (formato da 1 carpello) ; lo stilo è ricurvo, appiattito e pubescente sul lato interno con stimma apicale.

### Frutti
Il frutto è un legume dalla forma lineare e piatta; all'interno sono contenuti diversi semi (frutto polispermatico).  Si apre in due valve (è un frutto deiscente).

## Tassonomia
Il genere Lathyrus comprende circa 180 specie di cui almeno 40 vivono spontaneamente in Italia.
Questo genere è polimorfo e ogni specie è dotata di diverse sottospecie. In effetti Linneo inizialmente aveva sistemato alcune delle sue specie in un genere a parte: Orobus (L.). Ora divenuto una sezione del genere Lathyrus caratterizzata da piante perenni con foglie pennato-composte senza cirri ma con una breve seta filiforme all'apice del rachide fogliare. Nelle altre sezioni si assiste ad una minore progressiva importanza delle foglie a favore delle stipole.

Per le specie italiane un buon studio è quello fatto dal botanico toscano Adriano Fiori (1865 – 1950) che divide il genere in sei sezioni:
- APHACA : le foglie vere e proprie non sono presenti, ma si sono trasformate in un cirro; sono presenti invece delle stipole molto grandi (sono loro che assolvono la funzione fotosintetica); lo stilo non è contorto (specie di questa sezione: Lathyrus aphaca).
- NISSOLIA : le foglie sono ridotte ad un picciolo appiattito e filiforme (fillodio); non sono presenti i cirri; lo stilo non è contorto (specie di questa sezione: Lathyrus nissolia).
- CLYMENUM : le foglie inferiori sono ridotte ad un picciolo appiattito e filiforme (fillodio); quelle superiori sono pennato-composte; il vessillo è gibboso; lo stilo non è contorto (specie di questa sezione: Lathyrus clymenum).

Le piante delle prossime sezioni sono tutte annue (o quasi) con foglie pennato-composte, e non hanno il vessillo di tipo calloso-gibboso.
- OROBASTRUM : i fusti sono angolosi (ma non alati); i peduncoli portano un fiore solo lungo al massimo 13 mm; lo stilo non è contorto; le piante sono annue, ma anche perenni. (specie di questa sezione: Lathyrus palustris, Lathyrus pratensis)
- CICERCULA : i fusti sono alati; l'infiorescenza e formata da peduncoli pauciflora (da 1 a 4 fiori); i fiori sono più lunghi di 13 mm ed hanno lo stilo contorto; le piante sono annue. (specie di questa sezione: Lathyrus tingitanus, Lathyrus odoratus,  Lathyrus sativus)
- EULATHYRUS : le foglie sono pennato-composte a due lobi (in certi casi solo le superiori hanno due paia di lobi); i fiori non sono di colore giallo, ma hanno lo stilo contorto; le piante sono perenni. (specie di questa sezione: Lathyrus sylvestris, Lathyrus grandiflorus, Lathyrus latifolius, Lathyrus tuberosus)

I giardinieri invece dividono le specie in base ad altri parametri (più visibili):
- specie annuali;
- specie perenni;
- specie con foglie con un unico paio di segmenti fogliari (Lathyrus tingitanus, Lathyrus odoratus);
- specie a stipole strette (Lathyrus grandiflorus, Lathyrus sylvestris, Lathyrus rotundifolius, Lathyrus undulatus);
- specie a stipole larghe (Lathyrus latifolius, Lathyrus magellanicus, Lathyrus pubescebs);
- specie con foglie composte da più di un paio di foglioline (Lathyrus palustris, Lathyrus maritimus, Lathyrus venosus, Lathyrus splendens, Lathyrus violaceus).

### Specie spontanee della flora italiana
Per meglio comprendere ed individuare le varie specie del genere (solamente per le specie spontanee della nostra flora) l'elenco che segue utilizza in parte il sistema delle chiavi analitiche.
SEZIONE A : il rachide fogliare termina con un cirro che può essere semplice o ramificato; 
- Gruppo 1A : i fusti sono cilindrici o angolosi e senza ali;

- Gruppo 2A : il ciclo biologico delle piante è perenne; l'infiorescenza è formata da racemi con 2 – 12 fiori;

Lathyrus grandiflorus S. et S. - Cicerchia a fiori grandi : si trova solo al sud dell'Italia dai 300 ai 1300 m s.l.m..
Lathyrus palustris L. - Cicerchia palustre : si trova solo al nord fino a 800 m s.l.m..
Lathyrus pratensis L. - Cicerchia dei prati : è presente in tutta Italia fino a 2000 m s.l.m..
 tuberosus L. - Cicerchia tuberosa : si trova solo al nord e al centro dell'Italia fino a 1200 m s.l.m..
- Gruppo 2B : il ciclo biologico delle piante è annuo; l'infiorescenza è formata da un solo fiore;

Lathyrus aphaca L. - Cicerchia bastarda : si trova in tutta l'Italia dal piano fino a 1500 m s.l.m..
Lathyrus sphaericus Retz - Cicerchia sferica : si trova in tutta l'Italia dal piano fino a 1200 m s.l.m..
Lathyrus angulatus L. - Cicerchia angolosa : è un po' rara ma si trova in tutta l'Italia fino a 1000 m s.l.m..
Lathyrus setifolius L. - Cicerchia capillare : ha una distribuzione sporadica in tutta la penisola dal piano fino a 1200 m s.l.m..
- Gruppo 1B : i fusti si presentano con delle ali di tipo erbaceo;

- Gruppo 3A :  il ciclo biologico delle piante è perenne; l'infiorescenza è formata da racemi con 3 – 15 fiori;

Lathyrus hetrophyllus L. - Cicerchia a foglie variate : è una pianta rara e si trova solo al nord dai 300 ai 1500 m s.l.m..
Lathyrus sylvestris L. - Cicerchia silvestre : è comune in tutto il territorio fino a 1500 m s.l.m..
Lathyrus latifolius L. - Cicerchia a foglie larghe : è una pianta molto comune dappertutto fino a 1200 m s.l.m..
- Gruppo 3B :  il ciclo biologico delle piante è annuo; l'infiorescenza è formata da 1 -5 fiori;

- Gruppo 4A : le foglie inferiori sono assenti (sono sostituite da un picciolo appiattito – fillodio); quelle superiori sono pennato-composte con 1 o più paia di segmenti;

Lathyrus ochrus (L.) DC. - Cicerchia pisellina : si trova al centro e sud dell'Italia dal piano a 1000 m s.l.m..
Lathyrus clymenum L. - Cicerchia porporina : si trova al centro e sud dell'Italia dal piano a 1100 m s.l.m..
Lathyrus articulatus L. - Cicerchia articolata : si trova al centro e sud dell'Italia dal piano a 1100 m s.l.m..
- Gruppo 4B : tutte le foglie sono pennato-composte ad un solo paio di segmenti (raramente di più);

- Gruppo 5A : fiori a corolla gialla;

Lathyrus annuus L. - Cicerchia pallida : si trova su tutto il territorio (meno frequente sulle Alpi); diffusione altitudinale : da 0 a 1500 m s.l.m..
Lathyrus gorgoni Parl. - Cicerchia gorgonio : si trova solo sulle isole a basse quote.
- Gruppo 5B : fiori a corolla rossa (o aranciata tenue);

- Gruppo 6A : la lunghezza della corolla è maggiore di 20 mm; l'infiorescenza si presenta con pochi fiori (2 -3); i segmenti delle foglie hanno una forma ellittica o lanceolata;

Lathyrus odoratus L. - Cicerchia odorosa : è comune solo all'estremo sud della penisola.
Lathyrus tingitanus L. - Cicerchia di Tangeri : si trova (ma raramente) solo in Sardegna.
Lathyrus sativus L. - Cicerchia comune : è la specie più comune del genere e si trova dappertutto (a parte qualche zona del Veneto, Lazio e Sardegna).
- Gruppo 6B : la lunghezza della corolla è minore di 20 mm;

- Gruppo 7A : i denti del calice sono uguali o più corti del tubo dello stesso; le stipole alla base del picciolo fogliare hanno una forma molto lineare;

Lathyrus hirsutus L. - Cicerchia pelosa : è comune su tutto il territorio fino a 1350 m s.l.m..
Lathyrus setifolius L. - Cicerchia capillare : (vedere il gruppo 2B della Sezione A).
- Gruppo 7B : il calice ha dei denti lunghi da 1,5 a 3 volte il tubo stesso; le stipole alla base del picciolo fogliare hanno una forma lanceolata – sagittata (le lacinie basali divergono all'indietro attorno al fusto);

Lathyrus cicera L. - Cicerchia cicerchiella : è comune su tutta la penisola (isole comprese) dal piano fino a 1000 m s.l.m..
Lathyrus sativus L. - Cicerchia comune : (vedere il gruppo 6A della Sezione A).
Lathyrus amphicarpos L. - Cicerchia con 4 ali : è rara e si trova solo in Sicilia.

SEZIONE B : le foglie sono prive di cirri (eventualmente il rachide fogliare termina con una breve resta);
- Gruppo 1A : il ciclo biologico della pianta è perenne; l'infiorescenza si presenta copiosamente fiorita;

- Gruppo 2A : le foglie sono pennato-composte con segmenti strettamente lineari (fino a 10 volte più lunghi che larghi);

Lathyrus pannonicus (Jacq.) Garcke - Cicerchia pannonica : ha una distribuzione discontinua solo al nord e al centro fino a 800 m s.l.m..
Lathyrus digitatus (Bieb.) Fiori - Cicerchia digitata : è presente al sud a quote alte.
Lathyrus filiformis (Lam.) Gay - Cicerchia filiforme : si trova solo sulle Alpi occidentali dai 300 ai 1400 m s.l.m..
Lathyrus linifolius (Reichard) Bassler  (L. montanus in Pignatti) - Cicerchia montana : è comune su tutta la penisola fino a 1300 m s.l.m. con punte sui 2200 m s.l.m..
- Gruppo 2B : le foglie sono pennato-composte con segmenti lanceolati o ellittici o ovali;

- Gruppo 3A : i segmenti delle foglie hanno un apice arrotondato-acuto (ma non acuminato);

Lathyrus jordanii (Ten.) Ces., Pass. et Gib. - Cicerchia di Giordano :  si trova al sud, ma raramente.
Lathyrus niger (L.) Bernh. - Cicerchia nera : è presente al nord e al centro fino a 1000 m s.l.m..
Lathyrus linifolius (Reichard) Bassler (L. montanus in Pignatti) - Cicerchia montana : (vedere il gruppo 2A della Sezione B).
Lathyrus ochraceus (Fisch. et Mey.) Bassler (L. occidentalis in Pignatti)  - Cicerchia gialla : si trova al nord e al centro ma in modo discontinuo e a quote alte (fino a 1600 m s.l.m.).
- Gruppo 3B :  i segmenti delle foglie hanno un apice acuto;

Lathyrus laxiflorus (Desf.) O.Kuntze  - Cicerchia laxiflora : è rara e si trova a quote alte solo sulla Sila.
Lathyrus vernus (L.) Bernh. - Cicerchia primaticcia : è comune su tutta la penisola (ma non nelle isole) a quote variabili tra i 500 e 1800 m s.l.m..
Lathyrus venetus (Miller) Wohlf. - Cicerchia veneta : comune su tutto il territorio italiano.
- Gruppo 1B : il ciclo biologico della pianta è annuo; l'infiorescenza è pauciflora (1 – 2 fiori);

Lathyrus nissolia L. - Cicerchia semplice : si trova dappertutto ma in alcune zone è considerata rara.
Lathyrus inconspicuus L. - Cicerchia a fiore piccolo : ha una distribuzione molto discontinua ed è rara.
Lathyrus saxatilis (Vent.) Vis. - Cicerchia rupestre : si trova al sud e nelle isole a quote basse.
Lathyrus amphicarpos L. - Cicerchia con 4 ali : (vedere il gruppo 7B della Sezione A).

## Distribuzione e habitat
Le specie presenti in Italia occupano quasi tutte le fasce vegetazionali, sia in pianura che in montagna, dai 0  m s.l.m. delle zone costiere fino e oltre i 2000 m s.l.m. al limite della vegetazione arborea. Gli habitat sono i più vari : boschi o campi, terreni freschi ed umidi oppure argillosi e perfino aridi, sulle rive dei corsi d'acqua o ai margini delle strade o sentieri, ma anche zone boschive di faggi, abeti, querce e carpino. 

Fuori dall'Italia, le piante di questo genere occupano gran parte dell'Europa (a parte le zone fredde più a nord); si trovano nell'Asia temperata e America boreale; ma anche nell'Africa del Nord (zone montane); infine alcune specie si sono trovate anche nell'America australe.

La seguente tabella  mette in relazione alcuni dati caratteristici di 22 specie alpine del genere Lathyrus.
| specie           | Comunità vegetali | Piani vegetazionali         | Ciclo vitale | Forma biologica | Substrato | pH     | Livello trofico | H2O     | Ambiente       | Zona alpina                           |
| ---------------- | ----------------- | --------------------------- | ------------ | --------------- | --------- | ------ | --------------- | ------- | -------------- | ------------------------------------- |
| L. angulatus     | 4                 | collinare                   | annuo        | T               | Ca-Si Si  | neutro | medio           | arido   | B1 B2          | SO                                    |
| L. annuus        | 2                 | collinare                   | annuo        | T               | Ca Ca-Si  | neutro | basso           | arido   | B1 B2          | CN                                    |
| L. aphaca        | 2                 | montano collinare           | annuo        | T               | Ca Ca-Si  | basico | medio           | secco   | B1 F7 G4       | quasi tutto l'arco alpino             |
| L. cicera        | 2                 | collinare                   | annuo        | T               | Ca Si     | neutro | medio           | arido   | B1 B2 F2 F3    | CN NO CO SO BS                        |
| L. filiformis    | 9                 | collinare montano           | perenne      | H               | Ca        | basico | basso           | arido   | F2             | CN TO                                 |
| L. heterophyllus | 11                | subalpino montano           | perenne      | H               | Ca        | basico | basso           | secco   | C3 F7 G4       | CN TO AO BG BS SO BZ BL               |
| L. hirsutus      | 2                 | collinare                   | annuo        | T               | Ca        | basico | medio           | secco   | B1 B2          | quasi tutto l'arco alpino             |
| L. latifolius    | 11                | collinare                   | perenne      | H               | Ca        | basico | medio           | secco   | F7 G4          | quasi tutto l'arco alpino             |
| L. linifolius    | 14.4              | montano collinare           | perenne      | G               | Ca-Si Si  | acido  | basso           | secco   | F7 G4 I2       | tutto l'arco alpino (- BL)            |
| L. niger         | 14.8              | collinare                   | perenne      | G               | Ca Si     | medio  | basso           | secco   | G4 I3          | tutto l'arco alpino                   |
| L. nissolia      | 2                 | collinare                   | annuo        | T               | Si        | acido  | alto            | secco   | B1 F2          | UD TN BS SO BG CO                     |
| L. ochraceus     | 10                | subalpino                   | perenne      | H               | Ca        | basico | medio           | medio   | F5 G2          | quasi tutto l'arco alpino             |
| L. palustris     | 11                | collinare                   | perenne      | H               | Ca        | basico | basso           | bagnato | A3 F3          | TN BZ SO                              |
| L. pannonicus    | 11                | collinare                   | perenne      | G               | Ca        | basico | basso           | secco   | F2 F7 G4       | TO CN                                 |
| L. pratensis     | 11                | subalpino montano collinare | perenne      | H               | Ca Si     | neutro | medio           | medio   | F2 F3 F7       | tutto l'arco alpino                   |
| L. sativus       | 2                 | collinare                   | annuo        | T               | Ca        | basico | medio           | medio   | B2 B9 F3       | BZ                                    |
| L. setifolius    | 4                 | collinare                   | annuo        | T               | Ca Si     | neutro | basso           | arido   | B1 B2 C3 F2 F7 | TO BG BS TN                           |
| L. sphaericus    | 2                 | subalpino montano           | annuo        | T               | Ca Si     | neutro | medio           | arido   | B1 B2 F2 F7    | quasi tutto l'arco alpino             |
| L. sylvestris    | 11                | montano collinare           | perenne      | H               | Ca Si     | neutro | medio           | medio   | C3 F7 G4       | tutto l'arco alpino                   |
| L. tuberosus     | 2                 | collinare                   | perenne      | G               | Ca        | basico | medio           | secco   | B1 B2          | tutto l'arco alpino (- zone centrali) |
| L. venetus       | 14.8              | collinare                   | perenne      | G               | Ca-Si Ca  | acido  | medio           | secco   | G4 I2 I3       | UD TN BZ BS SO                        |
| L. vernus        | 14.7              | collinare montano           | perenne      | G               | Ca Ca-Si  | basico | medio           | medio   | I2             | tutto l'arco alpino                   |

Legenda e note alla tabella.

Vengono considerate solo le specie base (non le varianti); per il “substrato” con “Ca/Si” si intendono rocce di carattere intermedio (calcari silicei e simili); per il “Grado di umidità” (H2O) “arido” è più di “secco”, mentre “bagnato” è più di “umido”; inoltre vengono prese in considerazione solo le zone alpine del territorio italiano (sono indicate le sigle delle province).

Comunità vegetali:
2   = comunità terofitiche pioniere nitrofile
4   = comunità pioniere a terofite e succulente
9   = comunità a emicriptofite e camefite delle praterie rase magre e secche
10 = comunità delle praterie rase dei piani subalpino e alpino con dominanza di emicriptofite
11 = comunità delle macro- e delle megforbie terrestri
14 = comunità forestali
14.4 = Quercetea robori-sessiliforae
14.7 = Carpino-fagetea
14.8 = Quercetea pubescentis
Ambienti:
A3 = ambienti acquatici (rive, stagni e paludi)
B1 = campi, colture, incolti
B2 = ambienti ruderali, strade rurali e scarpate
B9 = coltivi
C3 = ghiaioni, morene, pietraie
F1 = praterie rase xerofile mediterranee
F2 = praterie e pascoli aridi del piano collinare
F3 = prati e pascoli mesofili e igrofili
F5 = praterie rase subalpine
F7 = margini erbacei dei boschi
G2 = megaforbieti, popolamenti a felci
G4 = arbusteti e margini di boschi
I2 = boschi di faggete e querceti
I3 = querceti termofili submediterranei
Forma biologica
G = geofite
H = emicriptofite
T = terofite

## Usi

### Cucina
Alcune specie sono utilizzate come alimento; ad esempio le tribù Chippewa o Ojibway di amerindi consumano i semi della specie Lathyrus ochroleucus; mentre alcune tribù del Nebraska consumano per intero il legume della specie Lathyrus ornatus come anche alcune popolazioni del Nuovo Messico che consumano il baccello di Lathyrus polymorphus.

In Europa è la specie Lathyrus sativus che viene coltivata in Italia, Spagna e Turchia come pianta edule. Pianta che viene consumata in forma minore anche in Francia e in Inghilterra. Tuttavia il seme di queste piante può contenere un amminoacido tossico che in quantità rilevanti e prolungate causa danni al sistema nervoso. Questa malattia neurologica è chiamata latirismo.

Altre piante di questo genere hanno un utilizzo alimentare come la Lathyrus vestitus dai cui semi gli eschimesi ricavano un surrogato del caffè; oppure la specie Lathyrus tuberosus per le sue radici contenenti amidi commestibili.

### Giardinaggio
Il primo uso che viene fatto di questo genere (e forse il più importante) è quello del giardinaggio. Ciò è giustificato dalla vivacità dei colori e dalla delicata forma “a farfalla” dei suoi fiori. Le prime importazioni documentate si riferiscono alla specie Lathyrus tingitanus importata da Tangeri nel 1680. Del 1744 è la notizia di una importazione dalle zone dello Stretto di Magellano della specie Lathyrus magellanicus. La diffusione di una delle piante più conosciute di questo genere, il “Pisello odoroso” (Lathyrus odoratus) sembra che abbia avuto origine verso il 1700 dalla Sicilia.

È comunque verso la metà dell'Ottocento che, grazie alle competenze acquisite dai giardinieri botanici inglesi, queste specie iniziano a diffondersi rapidamente in tutti i giardini d'Europa. È la specie Lathyrus odoratus che grazie ad abili ibridazioni viene di più usata dal 1900 in poi nel giardinaggio.  Le sue varietà (o cultivar) vanno dal tipo “Incurvato”, alla “Contessa Spencer” a petali ondulati e al tipo “A fiori di orchidea”.

### Agricoltura
Buona parte delle piante di questo genere, per l'agricoltura sono considerate invasive e infestanti. Altre però sono ben accettate dal bestiame; è il caso delle specie Lathyrus apacha, Lathyrus palustris e Lathyrus pratensis quando queste crescono nei prati a pascolo o ai limiti del bosco. Anche falciate ed essiccate producono un buon foraggio per il bestiame.

### Industria
L'utilizzo di queste piante nell'industria non è molto cospicuo; qui ricordiamo la Lathyrus odoratus dalla quale si estrae un olio essenziale usato dall'industria profumiera.